# Nachtgeschrei
Nachtgeschrei est un groupe allemand de medieval rock, actif entre 2006 et 2018.

## Histoire
Le groupe se compose, entre autres, des membres de l'ancien groupe de folk rock Black Sheep (Joachim Penc, Dominik Stephan et Sanedin Pepeljak) et du groupe de death metal mélodique Paimon (Oliver Klein, Daniel Arncken et Tilman Scholz). Après leur création, Nachtgeschrei sort un CD promo et démo respectivement en 2006 et 2007, que le groupe vend lors de concerts et de festivals via son propre stand de merchandising et sa page d'accueil. Certaines des chansons publiées sur les CD promo figurent également sur les débuts du groupe, notamment Der Meister et Let Me Out. Nachtgeschrei signe ensuite avec le label Massacre Records.
Le 2 mai 2008, le premier album Hoffnungsschimmer sort chez Massacre Records,. Le groupe et l'album sont présentés, entre autres, dans les magazines Rock Hard (album reçu 7 points sur 10), Metal Hammer, Sonic Seducer, EMP, Legacy, Zillo et le magazine Gothic.
Le 20 mars 2009, le groupe sort l'album Am Rande der Welt,, pour lequel l'artiste californien Travis Smith (connu, entre autres, pour son travail pour des groupes comme Opeth, Amorphis, Katatonia et bien d'autres) est conquis pour l'œuvre d'art. Nachtgeschrei est représenté dans le passé avec des contributions sur un certain nombre de samplers ainsi que sur le DVD du Feuertanzfestival 2008 (dont Subway to Sally). L'album Ardeo sort le 26 novembre 2010.
En 2011, Nachtgeschrei est vu en direct lors de divers concerts et festivals (comme le Hörnerfest) et en soutien à Subway to Sally. Depuis sa création, le groupe joue également dans des festivals médiévaux comme le Festival Miroque ou dans des festivals comme le Wave-Gotik-Treffen ou le Rockharz Open Air. En avril 2012, le chanteur Holger Franz quitte le groupe pour des raisons familiales. Le groupe trouve un remplaçant avec Martin LeMar (connu du groupe Mekong Delta). En mai 2012, le groupe sort un best-of numérique.
Début 2015, Joachim Penc émigre en Nouvelle-Zélande. Il est remplacé par Lauren Weser, qui donne son premier concert le 18 avril 2015 à Munich. Après avoir seulement sorti un clip composé d'impressions live éditées avec Niob en 2009, un clip pour la chanson Monster sort le 23 juillet 2015. La sortie de l'album Staub und Schatten suit le 7 août via le nouveau label Oblivion/SPV. L'album Tiefenrausch sort le 3 mars 2017. Le 2 juin 2017, le groupe annonce son intention de se séparer et donne ses derniers concerts d'adieu au printemps 2018.

## Style musical
Le groupe se classe entre le folk metal et le medieval rock, bien qu'aucun texte ou mélodie traditionnel n'ait été réarrangé ; à la place, des éléments et des thèmes en partie narratifs, en partie contemporains et intemporels sont transformés dans les textes en musique auto-composée. Les éléments musicaux importants de la musique de Nachtgeschrei étaient viennent du metal et du rock, ainsi que de l'instrumentation folklorique médiévale. Le groupe se produit exclusivement en tant que groupe de rock - il n'y a eu aucune apparition avec un programme acoustique sur des marchés médiévaux ou des événements similaires.

## Discographie

### Albums studio
- 2008 : Hoffnungsschimmer (CD, Massacre Records)
- 2009 : Am Rande der Welt (CD, Massacre Records)
- 2010 : Ardeo (CD, Massacre Records)
- 2013 : Aus Schwärzester Nacht (CD, Massacre Records)
- 2015 : Staub und Schatten (CD, Oblivion / SPV)
- 2017 : Tiefenrausch (CD, Oblivion / SPV)

### Singles
- 2013 : Sirene (Massacre Records)

### Compilations
- 2012 : Eine Erste Kerbe (best-of numérique, Massacre Records)

### Démos et promos
- 2006 : Promo 2006 (CD/CDR)
- 2007 : Promo 2007 (CD)

### Apparitions d'invités
- 2018 : Die Glorreichen Sieben (sur Blindflug) par Harpyie